# Hakea victoria
Espèce
Classification phylogénétique
Hakea victoria, le Royal Hakea, est une plante buissonnante du genre Hakea originaire d'Australie Occidentale remarquable par son feuillage ornemental. Elle doit son nom d'espèce à la reine Victoria.

## Description
Hakea victoria est une plante vivace, érigée, de 1,5 à 3 m de haut. Son feuillage varie, selon l'âge, du jaune au rouge en passant par l'orange. Ses feuilles, alternes, simples, arrondies de 5 à 15 cm de diamètre sont couvertes d'épines et cachent les petites fleurs crèmes qui apparaissent du milieu de l'hiver au milieu du printemps. Les fruits secs mesurent 25 mm de long sur 20 mm de large.

## Distribution
L'espèce pousse dans les régions semi-désertiques côtières d'Australie Occidentale entre Albany et Esperance, notamment dans le Fitzgerald River National Park où elle a été découverte en 1847 par le botaniste James Drummond.